# Dimitri Marx
Dimitri Marx (8 de octubre de 1998) es un deportista suizo que compite en piragüismo en la modalidad de eslalon.
Ganó dos medallas en el Campeonato Europeo de Piragüismo en Eslalon, plata en 2021 y bronce en 2020.

## Palmarés internacional
| Campeonato Europeo | Campeonato Europeo      | Campeonato Europeo | Campeonato Europeo |
| Año                | Lugar                   | Medalla            | Competición        |
| ------------------ | ----------------------- | ------------------ | ------------------ |
| 2020               | Praga (República Checa) | Medalla de bronce  | K1 por equipos     |
| 2021               | Ivrea (Italia)          | Medalla de plata   | K1 extremo         |